# Oreosaurus
Oreosaurus is een geslacht van hagedissen uit de familie Gymnophthalmidae.
De groep werd voor het eerst wetenschappelijk beschreven door Wilhelm Peters in 1862. Er zijn zes soorten inclusief de pas in 2017 wetenschappelijk beschreven soort Oreosaurus serranus. Veel soorten behoorden eerder tot de geslachten anadia's (Anadia) en Riama.
Alle soorten komen voor in delen van Zuid-Amerika en vier soorten komen endemisch voor in Venezuela.

## Soortenlijst
| Soorten uit het geslacht Oreosaurus | Soorten uit het geslacht Oreosaurus              | Soorten uit het geslacht Oreosaurus |
| ----------------------------------- | ------------------------------------------------ | ----------------------------------- |
| Naam                                | Auteur                                           | Verspreidingsgebied                 |
| Oreosaurus achlyens                 | Uzzell, 1958                                     | Venezuela                           |
| Oreosaurus luctuosus                | Peters, 1863                                     | Venezuela                           |
| Oreosaurus mcdiarmidi               | Kok & Rivas, 2011                                | Venezuela                           |
| Oreosaurus rhodogaster              | Rivas, Schargel & Meik, 2005                     | Venezuela                           |
| Oreosaurus serranus                 | Sánchez-Pacheco, Nunes, Rodrigues & Murphy, 2017 | Colombia                            |
| Oreosaurus shrevei                  | Parker, 1935                                     | Trinidad en Tobago                  |

Acratosaura · 
Adercosaurus · 
Alexandresaurus · 
Acratosaura · 
Adercosaurus · 
Alexandresaurus · 
Amapasaurus · 
Anadia · 
Andinosaura · 
Anotosaura · 
Arthrosaura · 
Bachia · 
Calyptommatus · 
Caparaonia · 
Cercosaura · 
Colobodactylus · 
Colobosaura · 
Colobosauroides · 
Dryadosaura · 
Echinosaura · 
Ecpleopus · 
Euspondylus · 
Gelanesaurus · 
Gymnophthalmus · 
Heterodactylus · 
Iphisa · 
Kaieteurosaurus · 
Leposoma · 
Loxopholis · 
Macropholidus · 
Marinussaurus · 
Micrablepharus · 
Neusticurus · 
Nothobachia · 
Oreosaurus · 
Pantepuisaurus · 
Petracola · 
Pholidobolus · 
Placosoma · 
Potamites · 
Procellosaurinus · 
Proctoporus · 
Psilops · 
Rhachisaurus · 
Riama · 
Riolama · 
Rondonops · 
Scriptosaura · 
Stenolepis · 
Tretioscincus · 
Vanzosaura